# Voivodato de Chełmno
El voivodato de Chełmno (en polaco: Województwo chełmińskie) fue una división administrativa y gobierno local en el Reino de Polonia desde 1454/1466 hasta las particiones de Polonia en 1772/1795. Junto con los voivodatos de Pomerania y Malbork y el Príncipe-Obispado de Varmia formó la provincia histórica de Prusia Real. Su capital estaba en Chełmno (en alemán: Kulm).

## Historia

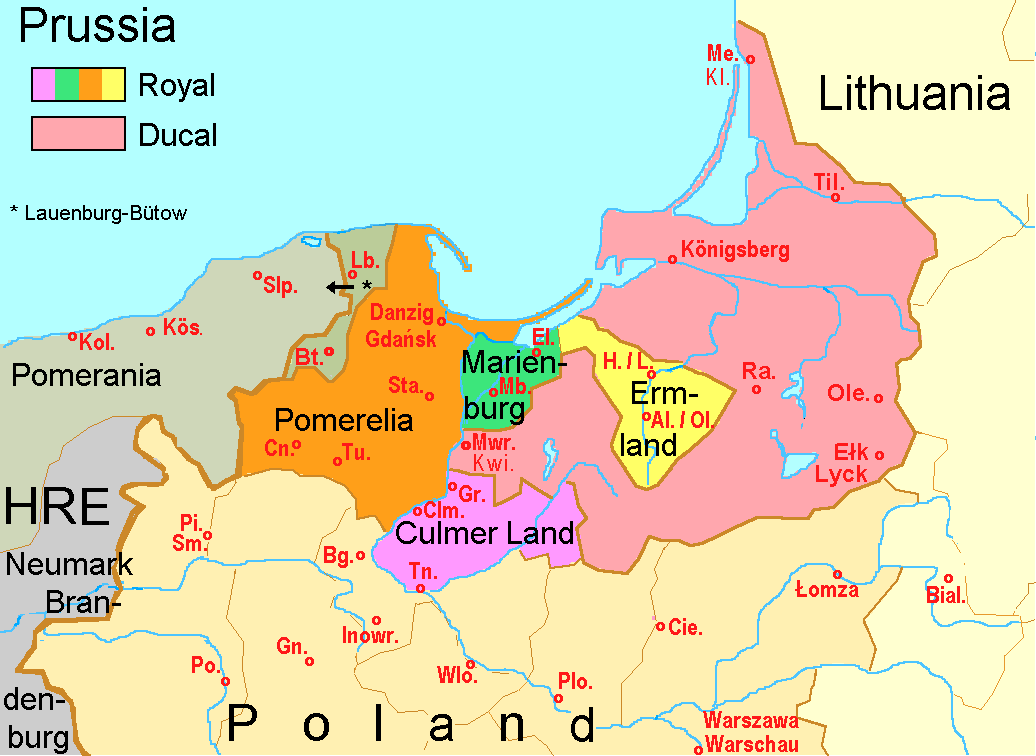
Tierras prusianas en 1525. En rosa Kulmerland (Tierra de Chełmno).

La Tierra de Chełmno (más tarde conocida en alemán como Kulmerland) había sido parte del ducado polaco de Mazovia desde 1138. Fue ocupada por tribus paganas de la antigua Prusia en 1216, que lucharon contra su cristianización instigada por el obispo Cristián de Oliva. Después de varios intentos fallidos de reconquistar Chełmno, el duque Conrado I de Mazovia en 1226 pidió el apoyo de los Caballeros Teutónicos, quienes de hecho se acercaron e iniciaron una campaña prusiana, después de que el duque les prometiera la posesión no compartida del territorio de Chełmno como parte del Estado de la Orden Teutónica.
En el curso del declive de la Orden después de la batalla de Grunwald de 1410, los ciudadanos de Chełmno, Toruń (Thorn) y Lubawa (Löbau) se unieron al levantamiento de la Confederación Prusiana, lo que provocó la guerra de los Trece Años entre los Caballeros y el Reino de Polonia. Después de la derrota de la Orden, la Tierra de Chełmno regresó a Polonia de acuerdo con la segunda Paz de Thorn y, junto con la tierra adyacente de Michelauer en el este, formaron el voivodato de Chełmno de la Corona polaca, desde la Unión de Lublin de 1569 como parte de la Mancomunidad de Polonia-Lituania.
El voivodato fue anexado por Prusia durante la primera partición de Polonia en 1772, a excepción de la ciudad de Toruń, que no se incorporó a la provincia de Prusia Occidental hasta la segunda partición de 1793.

## Administración
Asiento del gobernador del voivodato (wojewoda):
- Chełmno

Consejo regional (sejmik generalny):
- Grudziądz

Consejos regionales (sejmik poselski i deputacki):
- Kowalewo
- Radzyń

División administrativa:
- Tierra de Chełmno, (Ziemia Chełmińska), Chełmno
  - Condado de Chełmno, (Powiat Chełmiński), Chełmno
  - Condado de Toruń, (Powiat Toruński), Toruń
  - Condado de Grudziądz, (Powiat Grudziądzki), Grudziądz
  - Condado de Radzyń, (Powiat Radzyński), Radzyń
  - Condado de Kowalewo, (Powiat Kowalewski), Kowalewo
- Tierra de Michałowo, (Ziemia Michałowska), Lubawa
  - Condado de Brodnica, (Powiat Brodnicki), Brodnica
  - Condado de Nowe Miasto, (Powiat Nowomiejki), Nowe Miasto Lubawskie

## Voivodas
1. Augustyn z Szewy, 1454-1455
2. Gabriel Bażyński, 1455-1474
3. Ludwik Mortęski, 1475-1480
4. Mikolaj Dabrowski, 1480-1483
5. Karol z Napola, 1484-1495
6. Jan Dabrowski, 1498-1513
7. Jan Luzjanski, 1514-1551
8. Estanislao Kostka, 1551-1555
9. Jan Działyński, 1556-1583
10. Mikołaj Działyński, 1584-1604
11. Maciej Konopacki, 1605-1611
12. Ludwik Mortęski, 1611-1615
13. Stanisław Działyński, 1615-1615
14. Jan Jakub Wejher, 1618-1626
15. Melchor Wejher, 1626-1643
16. Mikolaj Wejher, 1643-1647
17. Jan Działyński, 1647-1648
18. Jan Kos, 1648-1662
19. Piotr Działyński, 1663-1668
20. Jan Gniński, 1668-1680
21. Michał Działyński, 1681-1687
22. Jan Kos (fallecido en 1702), 1688-1702
23. Tomasz Działyński, 1702-1714
24. Jakub Zygmunt Rybinski, 1714-1725
25. Franciszek Bieliński, 1725-1732
26. Jan Ansgary Czapski 1732-1738
27. Michał Wiktor Bieliński, 1738-1746
28. Zygmunt Kretkowski, 1746-1766
29. Franciszek Stanisław Hutten-Czapski, 1766-1802